# Asleep in the Back
Asleep in the Back ist das Debütalbum der englischen Rockband Elbow und wurde im Jahr 2001 für den Mercury Prize nominiert.

## Musikstil
Die Musik Elbows im Allgemeinen und von Asleep in the Back im Besonderen wird häufig mit der Musik von Travis, The Verve, Radiohead und Coldplay verglichen.

## Entstehungsgeschichte
Die Gruppe konnte das Album nach unterschiedlichen Schwierigkeiten erst sehr spät veröffentlichen. Zum Zeitpunkt der Veröffentlichung hatten die Band schon fast zehn Jahre gemeinsame Bühnenerfahrung.

## Titelliste
„Insgesamt ist das ganze Album ein eher düsteres Werk, was jedoch die eingeflechteten romantischen Ideen keineswegs verdecken kann.“

1. Any Day Now – 6:17
2. Red – 5:11
3. Little Beast – 4:15
4. Powder Blue – 4:31
5. Bitten by the Tailfly – 6:16
6. Asleep in the Back – 3:47
7. Newborn – 7:36
8. Don’t Mix Your Drinks – 3:16
9. Presuming Ed (Rest Easy) – 5:26
10. Coming Second – 4:56
11. Can’t Stop – 4:36
12. Scattered Black and Whites – 5:30

## Veröffentlichungen und Charterfolge
Das Album hat den Sprung in die Top Ten in Großbritannien nur knapp verfehlt. Die zugehörigen Singles hingegen waren dort nur mit einem mäßigen Erfolg bedacht. In anderen Ländern konnten keine Charterfolge erzielt werden.
Acht Jahre nach dem Erscheinen des Albums wurde 2009 eine Deluxe Edition veröffentlicht, die neben dem Album auch Live-Aufnahmen und andere Abmischungen von Elbow-Songs aus dem Jahr 2001 enthält.

## Rezeption
Der New Musical Express wählte das Album in der November-Ausgabe 2009 auf Platz 30 der 100 besten Alben des Jahrzehnts.

Pitchfork bewertet das Album mit 7,4 von 10 möglichen Punkten, während Andy Kellmann von Allmusic 3 von 5 Sternen vergab.